# Sacramentum Poenitentiae
Sacramentum Poenitentiae es una constitución apostólica publicada por el papa Benedicto XIV en 1741. Fue el quinto documento del libro de derecho canónico que, entre 1918 y 1982,  fue usado para formar a todos los sacerdotes en la administración del sacramento de la Penitencia y específicamente se refiere a la santidad de este sacramento. Incluía, como hace también el Código de 1983 de los posibles abusos del confesor en materia sexual